# أمامة بنت الحارث
أمامة بنت الحارث بن عوف الشيبانية، قيل اسمها «قرصافة»، وقيل هي البرصاء والدة شبيب، وزوجها عوف بن محلم الشيباني. فصيحة من فصيحات العرب، لها وصية تعد من أفضل ما قيل في موضوعها، أوصت بها ابنتها «أم إياس» لما تزوجها ملك كندة الحارث بن عمرو.

## ابنتها
ذُكِر أن ملك كندة الحارث بن عمرو لما بلغه جمالُ «أم إياس بنت عوف بن مُحَلِّم الشيبانية»، وكمالُها، وقوةُ عقلها، دعا امرأة مِن كندة يُقال لها: عَصَام، ذات عقل ولسان، وأدب وبيان، وقال لها: اذهبي حتى تعلمي لي علم ابنة عوف. فمضت حتى انتهت إلى أمها، وهي أمامة بنت الحارث، فأعلمتها بما قَدمَتْ له. فأرسلت أمامة إلى ابنتها، وقالت: أي بنية! هذه خالتك، أتتك لتنظر إليك، فلا تستري عنها شيئًا إن أرادت النظر من وجه أو خلق، وناطقيها إن استنطقتك. فدخلت إليها، فنظرت إلى ما لم تر قط مثله! فخرجت مِن عندها وهي تقول: «ترك الخِداع مَنْ كَشَفَ القناع»، فأرسلتها مثلًا. ثم انطلقت إلى الحارث، فلما رآها مقبلة قال لها: ما وراءك يا عصام؟ قالت: «صَرَّح المَحْضُ عن الزبد» . رأيت جبهة كالمرآة المصقولة، يزينها شعر حالك كأذناب الخيل، إن أَرْسَلَتْه خِلْتَه السلاسل؛ وإن مشطته قلتَ: عناقيد جَلاَها الوابل. وحاجبين كأنما خُطَّا بقلم، أو سُوِّدا بِحُمَم . تقوسا علي مثل عين ظَبْيَةٍ عَبْهَرَة . ينهما أنف كحَدِّ السيف الصَّنيع، حَفَّتْ به وَجْنَتَان كالأرجُوان، في بياض كالجُمَان. شُق فيه فم كالخاتم، لذيذة المبتسم، فيه ثنايا غر ذات أشَر. تَقَلَّب فيه لسان، ذو فصاحة وبيان، بعقل وافر، وجواب حاضر. تلتقي فيه شفتان حَمْروان، تجلبان ريقًا كالشهد إذا دلك. في رقبة بيضاء كالفضة، رُكبت في صدر كصدر تمثال دُمْية. وعَضُدان مُدْمَجَان، يتصل بهما ذراعان، ليس فيهما عظم يُمَسُّ، ولا عرق يُجَسُّ. رُكبت فيهما كفان دقيقان قصبهما لين عصبهما، تعقد إن شئتَ منهما الأنامل أرسل الملك إلى أبيها فخطبها، فزوجها إياه، وبعث بصداقها، فجهزت.

## وصيتها لابنتها
لما آن أن يحملوا «أم إياس» إلى زوجها، قالت لها أمها: أي بنية! إن الوصية لو تُرِكَتْ لفضلِ أدبٍ، تُرِكَتْ لذلك منك، ولكنها تذكرة للغافل، ومعونة للعاقل، ولو أن امرأة أستغنت عن الزوج لغنى أبويها وشدة حاجتهما إليها كنت أغنى الناس عنه، ولكن النساء للرجال خلقن، ولهن خلق الرجال. أي بنية إنك فارقت الجو الذي منه خرجت، وخلفت العش الذي فيه درجت، إلى وكرٍ لم تعرفيه، وقرين لم تألفيه، فاحفظي له خصالًا عشرًا يكن لك ذخرًا.
- أما الأولى والثانية: فالخشوع له بالقناعة، وحسن السمع له والطاعة.
- وأما الثالثة والرابعة: فالتفقد لموقع عينيه وأنفه، فلا تقع عينه منك على قبيح، ولا يشم منك إلا أطيب ريح.
- وأما الخامسة والسادسة: فالتفقد لوقت منامه وطعامه، فإن تواتر الجوع ملهبة، وتنغيص النوم مغضبة.
- وأما السابعة والثامنة: فالاحتراس بماله، والإرعاء بحشمه وعياله، وملاك الأمر في المال حسن التقدير، وفي العيال حسن التدبير.
- وأما التاسعة والعاشرة: فلا تعصين له أمرًا، ولا تفشين له سرًا فإنك إن خالفت أمره، أوغرت صدره، وإن أفشيت سره، لم تأمني غدره.
- ثم إياك والفرح بين يديه إن كان مهتمًا، والكآبة بين يديه إن كان فرحًا.[4]